# Hoplax

Hoplax kommun markerad med rött enligt kommungränser 1923–1945

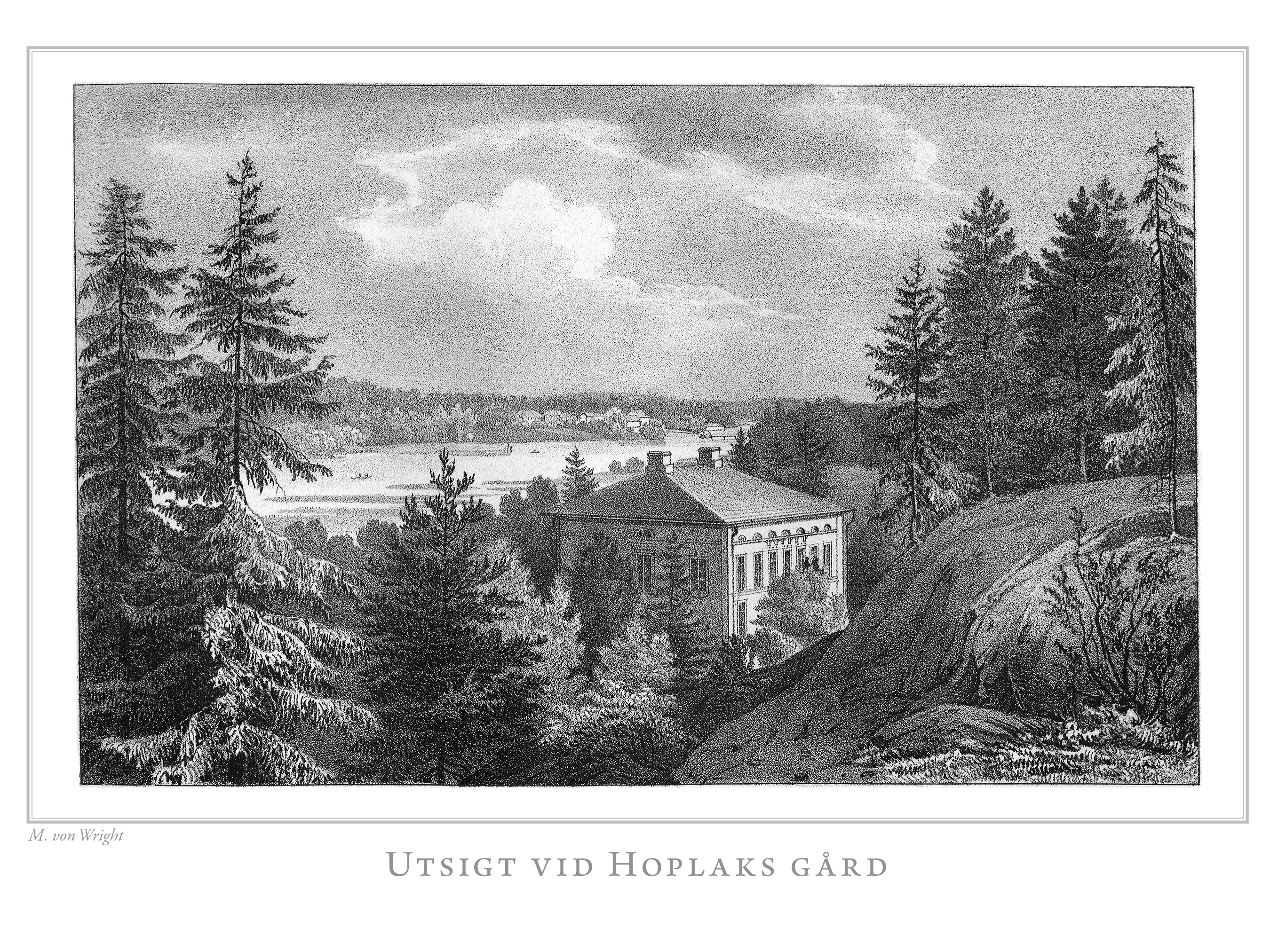
Litografi i Finland framstäldt i teckningar utgiven 1845-1852.

Hoplax [ho:p-] (fi. Huopalahti) är en järnvägsstation i stadsdelen Haga i Helsingfors stad och en före detta kommun som existerade 1920-1946.
Till den tvåspråkiga kommunen Hoplax hörde Munksnäs med närområden, Drumsö och norra delarna av Böle i nuvarande Helsingfors. Munksnäs och Drumsö hade status som samhälle med sammanträngd befolkning. Till Hoplax församling hörde också Haga köping som bröt sig ut från Hoplax 1923. I Hoplax fanns kadettskolan som flyttades till Munksnäs 1923, Meteorologiska institutets observationsstation Ilmala och Rundradions sändarmast.
Hoplax kommun bröts ur Helsinge kommun 1920. Till en början utgjorde också Haga en del av kommunen, men Haga bildade en egen köping i början av 1923. I den stora inkorporeringen 1 januari 1946 inkorporerades Hoplax med Helsingfors stad tillsammans med flera andra små kommuner, bland dem Haga köping.

## Hoplax kommuns historia

### Grundandet
Hoplax föddes under en tid då man ville ordna administrationen för förstadsbebyggelsen kring Helsingfors genom att bilda kommuner av förstäderna. Detta gjordes för att undvika dispyter i kommunalförvaltningen mellan jordbruksbefolkningen och förstadsborna.
På kommunmötet 1909 i Haga samhälle med sammanträngd befolkning uttalades en idé att villastaden skulle bli en självständig köping. En kommitté utnämndes för att utreda saken. Helsinge kommun meddelade att den går med på en utbrytning mot ekonomisk kompensation. Kompensationen gällde en viss väg, hyra för tingshuset och fångvården. Ärendet blev dock vilande.
Aktiebolaget M.G. Stenius hade köpt marken förutom i Haga också i Munksnäs. Därför ville man ha Munksnäs med i den nya kommunen. Av geografiska skäl ville man också att Drumsö skulle anslutas till den nya kommunen. Enligt den dåvarande lagen måste en församling bildas innan en kommun kan grundas.
| Skatteöre | Skatteöre | Skatteöre   |
| År        | Hoplax    | Helsingfors |
| --------- | --------- | ----------- |
| 1923      | 4,00      | 7,00        |
| 1924      | 4,00      | 7,00        |
| 1925      | 3,00      | 7,00        |
| 1926      | 3,50      | 6,90        |
| 1927      | 2,75      | 6,60        |
| 1928      | 2,50      | 6,30        |
| 1929      | 2,70      | 6,10        |
| 1930      | 3,70      | 6,50        |
| 1931      | 4,00      | 8,50        |
| 1932      | 5,40      | 9,50        |
| 1933      | 5,70      | 8,50        |
| 1934      | 5,70      | 8,00        |
| 1935      | 5,95      | 7,90        |

I Haga hölls 1914 ett kyrkomöte där invånarna från byarna Tali, Kånala, Kårböle och Drumsö, samt ägorna Munksnäs säteri, Lövö, Lill-Mejlans och Sillböle järngruva deltog. Invånarna i Kånala, Kårböle och Drumsö ville hålla sig utanför församlingsplanerna. Mötet föreslog att den nya församlingen skulle bestå av de delar av Böle som hörde till Lillhoplax före detta by, samt Haga och Munksnäs säteri. Man lämnade frågan om Drumsö att beslutas av Finlands senat, eftersom Drumsö annars skulle bli geografiskt avskiljd från sin moderförsamling.
Moderförsamlingens kyrkomöte förordade och Helsinge kommun motsatte sig delningsplanerna. Kommunens motstånd räckte inte till för att hindra delningen och 16 augusti 1917 beslöt senaten att grunda Hoplax församling från början av maj 1918.
Den nya kommunallagen godkändes 1917 och skulle träda i kraft i början av 1918, men i praktiken skedde det först i slutet av året. Fullmäktigen i Haga och Munksnäs samhällen ville frigöra sig från Helsinge också kommunalt. De som bodde i området som omfattade Hoplax församling ordnande ett möte och också de stödde en splittring. Helsinge kommunfullmäktige tyckte också att Hoplax kunde avskiljas från kommunen. Man hade hoppats att ärendet kunde skötas enligt den gamla lagen, men så skedde inte.
Enligt kommunallagen från 1917 skulle en utbrytning avgöras i en folkomröstning som skulle hållas ett år efter att fullmäktige hade behandlat ärendet. Folkomröstningen ordnades 30 januari 1919 och alla röstberättigade invånare i Helsinge hade rätt att delta. 2 133 röster stödde förslaget att Hoplax skulle avskiljas från Helsinge och 1 472 röster motsatte sig förslaget. Enligt lagen behövde statens myndigheter inte bekräfta någonting utan saken var besluten i och med omröstningen. Detta var troligen den enda gången som folkomröstningsparagrafen i den dåvarande kommunallagen användes.
Hoplax kommun borde ha inlett sin verksamhet i början av 1920, men egentligen skedde det 13 mars 1920 efter kommunalvalet. De kommunala skyldigheter som sköttes av samhällen med sammanträngd befolkning sköttes också i fortsättningen av Drumsö, Munksnäs och Haga skilt för sig.

### Haga skiljer sig från Hoplax
Frågan om Haga köping togs på nytt upp då det stod klart att Helsinge motsatte sig grundandet av Hoplax kommun. Grundandet av en köping skedde med senatens beslut oberoende av vad moderkommunen ansåg. Idén hade också den fördelen att församlingens eventuella motstånd kunde kringgås, då det inte behövdes en egen församling för att grunda en köping. Köpingen kunde också i fortsättningen höra till den gamla församlingen.
Ï april 1917 ansökte Haga samhälle hos senaten att grunda Haga köping. Grundandet av Hoplax kommun minskade betydligt förutsättningarna för en köping. Man misstänkte att det skulle bli dyrare att upprätthålla två små kommuner än en större kommun. Området för Hoplax kommun skulle också bli utspritt om Haga skulle avskilja de norra delarna från de södra. Dessutom inledde Helsingfors stad en utredning om inkorporeringar år 1920.
Statsrådet övervägde länge köpingsfrågan och först 8 april 1922 gjordes ett beslut. Haga köping bröts ur Hoplax kommun från och med början av 1923.

### Kommunens område
| Område                              | Jordregistret | Sockenkartor | Sockenkartor | Sockenkartor |
| Område                              | Land (ha)     | Land         | Vatten       | Tillsammans  |
| ----------------------------------- | ------------- | ------------ | ------------ | ------------ |
| Drumsö by                           | 326           | 328          | 646          | 974          |
| Munksnäs enskilda gård och Granö    | 564           | 571          | 315          | 886          |
| Lillhoplax by, alltså Böle          | 249           | -            | -            | -            |
| Lillhoplax by och Lill-Mejlans      | -             | 282          | -            | 282          |
| Del av Lill-Böhle gård              | 3             | 3            | -            | 3            |
| Tillandningar vid Lillhoplax strand | 4             | 4            | 10           | 14           |
| Tillsammans                         | 1 146         | 1 188        | 971          | 2 159        |

Kommunens areal var innan Lövö anslöts 1937 enligt jordregistret 1 146 hektar och enligt sockenkartorna 1 188 ha.
Hoplax låg väster om Helsingfors. Dess grannas var Esbo kommun, Helsinge kommun, Haga köping, Åggelby kommun och Helsingfors stad. Området längd i nord-sydlig riktning var 10,5 kilometer och största bredd 3,5 km. Området var mycket utspritt eftersom Lövö mellan Drumsö och Munksnäs hörde till Helsinge och Haga skiljde Fredriksberg (Böle) från resten av kommunen.
Till Drumsö by hörde förutom Drumsö också de nordliga holmarna Svartholmen, Svedjeholmen, Hästholmen, Aspholmen, Lökholmen, Lemisholmen, Annasholmen och Liemansgrund. Söder om Drumsö låg Inre Hatten och västerut fanns Tirholm, Alholm och Björkholm. Gränsen mellan Helsingfors och Hoplax gick över Brudhällen, Grisen, Yttre Hatten och Tallholmen. Redan 1913 hade Birger Brunila uppgjort en ganska stadslik stadsplan för Drumsö, men utbyggnaden av ön saktades ner av att man endast kunde ta sig till ön med färja eller över isen. Trafikförhållandena ändrades drastiskt 1935 då Jorvasvägen med broar färdigställdes. Då bron blev klar började invånarantalet växa snabbt och höghus byggdes på Drumsös östra del.
Till Munksnäs var trafikförbindelserna goda från Helsingfors både längs Åbo landsväg och via Mejlans. Via Mejlans gick också en spårväg. Från Helsingfors centrum till områdets västra gräns var avståndet cirka 7,5 kilometer. Genom kommunens norra del gick järnvägen, men det fanns ingen station. Hoplax järnvägsstation låg i Haga köping.
Fredriksberg (nuvarande Böle) var en avskiljd kommundel i norr. På 1930-talet ansågs området vara otjänligt för bosättning eftersom det bestod av berg och kärr. Området sträckte sig i söder till Böle bangård, av vilken en del hörde till Hoplax och resten hörde till Helsingfors. Från den södra delen ledde en väg som staten byggt från Fredriksbergs förstad till Meteorologiska centralanläggningen som fanns uppe på ett berg. Järnvägen gick genom områdets södra del men saknade station.

### Byggnader och bostäder
| Invånarantal                      | Invånarantal | Invånarantal | Invånarantal  | Invånarantal |
| År                                | Drumsö       | Munksnäs     | Lillhoplax by | Sammanlagt   |
| --------------------------------- | ------------ | ------------ | ------------- | ------------ |
| 1920                              | 333          | 304          | 2 429         | 3 066        |
| 1921                              | 479          | 385          | 2 572         | 3 436        |
| 1922                              | 533          | 365          | 2 718         | 3 616        |
| 1923*                             | 824          | 401          | 146           | 1 371        |
| 1924                              | 992          | 406          | 191           | 1 589        |
| 1925                              | 1 065        | 373          | 212           | 1 650        |
| 1926                              | 1 123        | 511          | 208           | 1 842        |
| 1927                              | 1 120        | 732          | 212           | 2 064        |
| 1928                              | 1 130        | 870          | 221           | 2 221        |
| 1929                              | 1 119        | 974          | 202           | 2 295        |
| 1930                              | 1 121        | 1 042        | 206           | 2 247        |
| 1931                              | 1 020        | 1 155        | 202           | 2 377        |
| 1932                              | 1 114        | 1 168        | 212           | 2 494        |
| 1933                              | 1 002        | 1 159        | 199           | 2 360        |
| 1934                              | 966          | 1 279        | 190           | 2 417        |
| 1935                              | 967          | 1 469        | 199           | 2 635        |
| 1936                              | -            | -            | -             | 3 002        |
| -                                 | -            | -            | -             | -            |
| 1941                              | -            | -            | -             | 11 691       |
| *Haga avskiljdes från Hoplax 1923 |              |              |               |              |

År 1930 genomfördes en byggnads- och bostadsinventering i samband med folkräkningen. Enligt den fanns det 312 fastigheter, varav 197 på Drumsö och 115 i Munksnäs. På egen mark fanns 226 fastigheter och på arrendemark 86. Det fanns 436 uppvärmda hus i kommunen, varav 271 på Drumsö och 165 i Munksnäs. I byggnaderna fanns det 803 lägengheter och 2 631 rum. Per 100 rum bodde det 136 personer på Drumsö och 125 i Munksnäs.

### Befolkning
Av jordbruksbefolkningen var en avsevärd del verksam inom handelsträdgårdar och de övriga främst anställda av Julius Tallbergs arvingar och Aktiebolaget M.G. Stenius. Inom industrin var den största delen arbetare. På Drumsö var 14,5 % av de arbetande kontorspersonal, tjänstemän och teknisk personal. I Munksnäs var deras andel 41,5 % av befolkningen. Arbetare, tjänstefolk och arbetsledare utgjorde 61,4 % av drumsöborna och 47,8 % av munksnäsborna. Av Drumsös befolkning var en betydligt större andel av befolkningen arbetare än i Munksnäs. I Munksnäs bodde flera tjänstemän och förmögnare personer i allmänhet. Av invånarna på Drumsö arbetade 38,1 % i Helsingfors medan samma andel var 36,7 % i Munksnäs.

### Kommunens styre
Hoplax kommunfullmäktige hade 15 medlemmar. I valet 1933 valdes tre från finskspråkiga borgerliga partier, 11 från svenskspråkiga dito och en socialdemokrat. Det fanns 1 516 röstberättigade varav 41,1 % röstade. Till en början samlades fullmäktige i Helsingfors, eftersom trafikförbindelserna mellan de olika kommundelarna var dålig. Senare samlades fullmäkitge turvis på Drumsö och i Munksnäs.
Till Hoplax kommunalnämnd hörde en förman, en vice förman och fyra medlemmar. Förmannen valdes oftast från Munksnäs och vice förmannen från Drumsö. Kommunkansliet hade fyra deltidstjänster: kommunskrivaren, kommunkamreren, kassaskötaren och ombudsmannen. På Drumsö verkade kommunkansliet i folkskolan och i Munksnäs i den av kommunen ägda brandstationen. Det fanns två samhällen med sammanträngd befolkning i kommunen: Drumsö och Munksnäs.

### Ekonomiska förhållanden
Det fanns inte alls någon industri i Hoplax och mycket litet annan produktionsverksamhet. Jordbruk utövades endast av Julius Tallbergs arvingar och av Aktiebolaget M.G. Stenius på de landområden som ännu inte sålts som tomter.

### Vägförhållanden
Då Julius Tallbergs arvingar sålde tomter på Drumsö antecknades i köpebreven att tomtens ägare skulle bygga och underhålla de nödvändiga vägarna. Ingen följde upp hur avtalen följdes och det fanns inga straffåtgärder att ta till. Därför var vägarna på Drumsö i uselt skick. Vissa vägar sköttes frivilligt av Tallbergs arvingar. Genom Drumsö gick också Jorvas landsväg. Vägens längd inklusive broar var på kommunens område 3 050 meter och staten skötte om underhållet. Helsingfors beslöt 1933 att vägen och bron som leder från Drumsö till staden skulle betalas av staden. Några år senare blev den från Helsingfors centrum västgående Jorvasvägen klar, föregångaren till nuvarande Västerleden.
| Beskattade inkomster per invånare (mk) | Beskattade inkomster per invånare (mk) | Beskattade inkomster per invånare (mk) | Beskattade inkomster per invånare (mk) | Beskattade inkomster per invånare (mk) | Beskattade inkomster per invånare (mk) |
| År                                     | Hoplax                                 | Haga                                   | Åggelby                                | Malm-Mosabacka                         | Helsingfors                            |
| -------------------------------------- | -------------------------------------- | -------------------------------------- | -------------------------------------- | -------------------------------------- | -------------------------------------- |
| 1929                                   | 9 929                                  | 8 078                                  | 8 162                                  | 6 331                                  | 15 954                                 |
| 1930                                   | 10 429                                 | 7 331                                  | 7 898                                  | 5 729                                  | 14 600                                 |
| 1932                                   | 8 516                                  | 5 336                                  | 6 246                                  | 4 562                                  | 11 223                                 |
| 1933                                   | 10 270                                 | 5 133                                  | 6 300                                  | 4 288                                  | 10 745                                 |

Enligt byggnadsordningen i Munksnäs samhälle skulle byggandet och underhållet av vägar skötas av tomternas ägare. De skulle före byggandet förbättra gatan och utrusta den med nödvändiga avlopp och diken för att leda bort regnvatten. Efter detta överlämnades gatan för allmänt bruk. Tomtens ägare skulle hålla halva gatan i skick längs med tomtens gräns. För det övriga underhållet stod Munksnäs samhälle.
Det fanns i början av 1930-talet 5,6 km gator och vägar i Munksnäs. Av dessa var 8 860 kvadratmeter asfalterade och de övriga belagda med grus. Gatuområdet ägdes av Aktiebolaget M.G. Stenius på de områden som styckats till tomter. Bolaget höll också den 800 meter långa förbindelsevägen mellan Munksnäs och Haga i nöjaktigt skick. Granö hörde inte till samhället och den 700 meter långa vägen som ledde dit sköttes av öns markägare. Genom Hoplax gick även landsvägen till Åbo.
Av de två smala träbroar som gick från Mejlans över Lillhoplaxviken till Munksnäs hade den ena byggts av den tidigare ägaren till Munksnäs gård, friherre Ramsay. Bron och vägen sköttes av Aktiebolaget M.G. Stenius och av Helsingfors stad. Den andra bron ägdes av Helsingfors Spårvägs- och Omnibus Aktiebolag.

### Brandväsendet
| Befolkningens yrken 1930         | Befolkningens yrken 1930 | Befolkningens yrken 1930 |
| Yrke                             | Drumsö (%)               | Munksnäs (%)             |
| -------------------------------- | ------------------------ | ------------------------ |
| Jordbruk                         | 13,5                     | 5,0                      |
| Industri och handarbete          | 30,6                     | 27,2                     |
| Trafik                           | 8,5                      | 8,0                      |
| Handel                           | 12,7                     | 18,2                     |
| Offentlig verksamhet, fria yrken | 7,3                      | 22,6                     |
| Hushållsarbete, diversearbetare  | 21,2                     | 12,2                     |
| Utan yrke                        | 6,2                      | 6,8                      |
| Totalt                           | 100,0                    | 100,0                    |

Brandväsendet sköttes av Munksnäs och Drumsö samhällen och kommunen befattade sig inte med saken. På Drumsö verkade Drumsö frivilliga brandkår som understöddes av samhället. FBK hade två motorsprutor och en handkraftsspruta, samt 400 meter femcentimetersslang. Utrustningen förvarades i ett skjul som FBK ägde. Samhället hade grävt några brandbrunnar och tillsatt en brandnämnd, som utförde brandinspektioner.
Munksnäs FBK hade en styrka på 1930-talet på 36 man som alarmerades med brandhorn och per telefon. Brandkåren hade en brandbil utrustad med vattenbehållare, samt en fast och en löstagbar motorspruta och en handkraftsspruta. Sprutorna kunde tillsammans använda 975 liter i minuten. FBK hade 300 meter sjucentimetersslang och 280 meter femcentimetersslang. Brandkåren använde en brandstation i sten som samhället byggt nära kadettskolan. Som brandnämnd fungerade administrationsnämnden.

### Vattenledningar och avlopp
I Munksnäs fanns ett vattenledningsverk som byggts och ägdes av Aktiebolaget M.G. Stenius. Det inledde sin verksamhet 1919. Det fanns ett pumprum på Långängen där det fanns en 14 meter djup brunn. Vattenkvaliteten var annars god, men ibland järnhaltig. Brunnen gav 864 kubikmeter vatten i dygnet och det beräknades räcka för 12 000 invånare. Vattentrycket uppehölls av två automatiska el-pumpar. Det fanns inget vattentorn i kommunen. Vattenledningsnätet var i mitten på 1930-talet 4 301 meter långt och flera brandposter var kopplade till det. Bolaget hade också utrustat de södra delarna av Munksnäs med avlopp som hade en sammanlagd längd på 4 500 meter. Också avloppet ägdes av bolaget.

### Sjukvård och fattigvård
Kommunens sjukvård sköttes mestadels av samhällena Drumsö och Munksnäs. Kommunen skötte dock om den nödvändigaste hälsovården på Granö och i Fredriksberg. Kommunen hade på deltid en hälsoherde och en hälsosyster. Dessutom hade kommunen en lagstadgad barnmorska som bodde på Drumsö. För mentalt sjuka hade kommunen köpt två platser vid Ekenäs kretsmentalsjukhus och för lungpatienter fanns det sex platser på Mjölbolsta lungsanatorium i Karis.
| Befolkningens språkförhållanden 1930 | Befolkningens språkförhållanden 1930 | Befolkningens språkförhållanden 1930 |
|                                      | Drumsö                               | Munksnäs                             |
| ------------------------------------ | ------------------------------------ | ------------------------------------ |
| Finskspråkiga                        | 565 (51,6 %)                         | 876 (58,0 %)                         |
| Svenskspråkiga                       | 499 (45,5 %)                         | 545 (36,1 %)                         |
| Övriga språk                         | 32 (2,9 %)                           | 89 (5,9 %)                           |

Farsotspatienter sköttes främst i Helsingfors. Tidvis hade kommunen ett eget temporärt farsotssjukhus som fanns på Drumsö. Något egentligt sjukhus hade kommunen inte.
Hoplax fattigvårdnämnd bestod av ordförande, vice ordförande och fyra medlemmar. Kommunens ena fattigvårdskansli fanns på Drumsö och det andra i Munksnäs. Nämndens ordförande jobbade på deltid som kansliets förman. Kommunen hade inte ett eget kommunalhem, men det fanns två platser reserverade i Åggelby kommunalhem om behov fanns. Kommunen ordnade knappt alls arbetslöshetsarbete utan de som behövde hjälp var beroende av fattigvården. Kommunens fattigvårdsutgifter utgjorde en tredjedel av alla utgifter under början av 1930-talet.

### Folkskolor och bibliotek

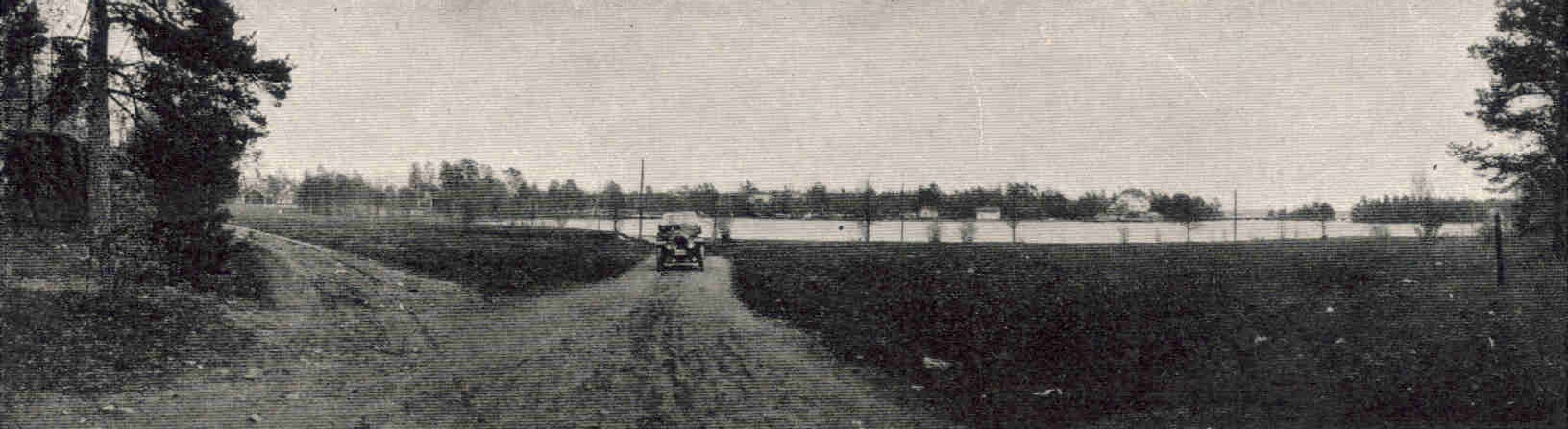
Munksnäs och Bastuviken år 1915

På grund av att kommunen var geografiskt splittrad hade den sex skoldistrikt: Drumsö svenska och Drumsö finska, Fredriksbergs svenska och finska, samt Munksnäs svenska och finska skoldistrikt. Ingetdera av distrikten i Fredriksberg hade skola eller lärare, utan eleverna gick i skola i Helsingfors. År 1935 fanns åtta sådana elever och kommunen betalade en ersättning åt staden för dem.
Det fanns två folkskolor i Hoplax, en för Drumsös båda distrikt och en för Munksnäs distrikt. Båda skolhusen var nya och tidsenliga. Drumsös folkskola hade byggts 1929 mitt på ön. Det var en stenbyggnad på två våningar och sex klassrum. Skolan hade också en skild avträdesbyggnad på tomten.
Munksnäs samskola blev klar 1933 och fanns vid vägen mot Lövö. Byggnaden var en stenbyggnad i två plan med sex klassrum. Kommunen ägde ett tredje skolhus som slutade användas då Munksnäs nya skola blev klar. Huset fanns vid Åbo landsväg nära Haga kommungräns. Byggnaden från 1897 var i nöjaktigt skick. På samma tomt fanns en skild avträdesbyggnad.
Drumsö svenska och finska skola hade två lärare: en för de lägre och en för de högre klasserna. Munksnäs hade på samma sätt två lärare.
Hoplax hade ett eget bibliotek som verkade i två delar, en på Drumsö och en i Munksnäs. Bibliotekarien jobbade på deltid. År 1934 hade biblioteket 1 171 böcker.

### Eldistribution
På Drumsö skötte Julius Tallbergs arvingar om distributionen och försäljningen av elektricitet. Arvingarna och Helsingfors stad kom 1929 överens om att köpa el från stadens transformator på Sundholmen. Högspänningskabeln till Drumsö betalades och underhölls av arvingarna. År 1935 hade nätverket 340 mätare kopplade. För vägbelysning hade samhället betalat 85 belysningspunkter.
Aktiebolaget M.G. Stenius skötte om eldistributionen i södra Munksnäs och köpte elen från en transformator i Mejlans. Nätverket hade 392 mätare och samhället bekostade 66 belysningspunkter. I norra Munksnäs skötte samhället om elen, som köptes av Haga köping. Nätverket hade 38 konsumenter och 7 belysningspunkter. I Fredriksberg köpte invånarna elen direkt av staden, vars elnät gick ganska nära Hoplax område.

### Förslag att ändra på kommunens område
Statsrådet beslöt 5 april 1922 att Tali och Kånala byar, det vill säga Sockenbacka samhälle med sammanträngd befolkning, skulle överföras i administrativt, kyrkligt, rättsligt och kameralt avseende från Helsinge till Hoplax kommun. Villkoren för överföringen var att Helsinges präster inte skulle få sämre löneförmåner. Statsrådet beslöt vidare 22 december 1922 att Lill-Mejlans gård och Lövö förflyttas från Helsinge till Hoplax. Också i detta fall var villkoret att prästernas löneförmåner inte försämras. Hoplax församling kunde enas om löneförmånerna först 1935 och ärendet flyttades till inrikesministeriet. Det slutliga beslutet att inkorporera Lill-Mejlans och Lövö till Hoplax togs 30 april 1936 och beslutet trädde i kraft från början av 1937. Inkorporeringen av byarna Tali och Kånala genomfördes aldrig.
Det föreslogs att Hoplax kommun skulle delas i två delar: Drumsö, Svartholmen och Svedjeholmen skulle utgöra Drumsö kommun och Munksnäs, Lövö och Granö, samt Tali och Kånala skulle utgöra Munksnäs kommun. Drumsö samhällsfullmäktige stödde först tanken, men övergav den senare och meddelade statsrådet 1932 att ärendet om en delning skulle få vila.

### Hoplax inkorporeras med Helsingfors
Hoplax kommunfullmäktige stödde tanken på att Fredriksberg och Drumsö skulle anslutas till Helsingfors, men motsatte sig en anslutning av Munksnäs. Fullmäktige motiverade sitt beslut med att Helsingfors inte ägde mark i Munksnäs och byggnadsverksamheten hade ordnats på ett tidsenligt och professionellt sätt. Fullmäktige tyckte inte heller att folk flyttade till Munksnäs på grund av lägre skatter, utan på grund av att de trivs där. Eftersom Helsinge i tiderna inte gjort någonting för villasamhällena var fullmäktige oroligt att Helsingfors skulle försumma utvecklingen av området. Ett av fullmäktiges argument föll då Helsingfors stad köpte aktierna i M.G. Stenius efter vattenkrisen i Munksnäs på hösten 1938 (läs mera om vattenkrisen i historieavsnittet i artikeln om Munksnäs). På så sätt kom staden över 496,4 hektar mark i Hoplax. Det motsvarade 83,9 procent av Munksnäs landområde.
Också Munksnäs samhällsfullmäktige motsatte sig en inkorporering med staden. Det ansåg att kommunen inte alls hindrade stadens kommande utveckling och att Lillhoplaxviken utgjorde en naturlig gräns mellan kommunen och staden. Drumsö samhällsfullmäktige hade ingenting att anmärka mot en inkorporering. Trots motståndet beslöt statsrådet 1944 att inkorporera Hoplax, Haga köping, Brändö och Åggelby, samt stora delar av Helsinge med Helsingfors. På grund av kriget skedde inkorporeringen i början av 1946.